# Bistum Osnabrück
Das Bistum Osnabrück (lat. Dioecesis Osnabrugensis) ist eine römisch-katholische Diözese in Deutschland. Sie umfasst Gebiete im Westen Niedersachsens sowie den Teil der Stadt Bremen südlich der Lesum. Seit 1995 ist das Bistum Teil der neu errichteten Kirchenprovinz Hamburg.

## Geschichte des Bistums

### Mittelalter
Das Bistum Osnabrück wurde um 780 bis 800 – über die genaue Datierung gehen die Forschungsmeinungen auseinander – von Karl dem Großen gegründet und war eines der Missionsbistümer im Sachsenland. Der erste Bischof war der heilige Wiho. Sein Gebiet umfasste die Länder zwischen der Ems und Hunte und war der Erzdiözese Köln unterstellt. Unter den Bischöfen Osnabrücks im Mittelalter war am bedeutendsten Benno II. (1068–88), ein treuer Parteigänger König Heinrichs IV.
Diese verbreitete Darstellung der frühesten Geschichte des Bistums stützt sich auf zwei Urkunden, die von der Forschung als Fälschungen aus der Zeit Bennos II.
erkannt wurden. Der Historiker Thomas Vogtherr kommt zu dem Schluss, dass Bischof Wiho I. nicht wirklich existiert hat, denn es gibt außer den gefälschten Urkunden keine Belege über ihn.
Nach dem großen Stadtbrand in Osnabrück um 1100 verlegten die Bischöfe ihre Residenz in den südlich von Osnabrück gelegenen Doppelkomplex von Schloss und Benediktinerabtei Iburg, bis Fürstbischof Ernst August I. von Braunschweig-Lüneburg 1673 das Schloss Osnabrück bezog.
Im 14. Jahrhundert kam eine Entwicklung zum Abschluss, die dem Osnabrücker Bischofsstuhl die Landesherrschaft über ein reichsunmittelbares Territorium einbrachte, das Hochstift Osnabrück. Sein Gebiet deckte sich zu keiner Zeit mit dem der kirchlichen Diözese, war aber politisch und wirtschaftlich untrennbar mit ihr verflochten.

### Frühe Neuzeit

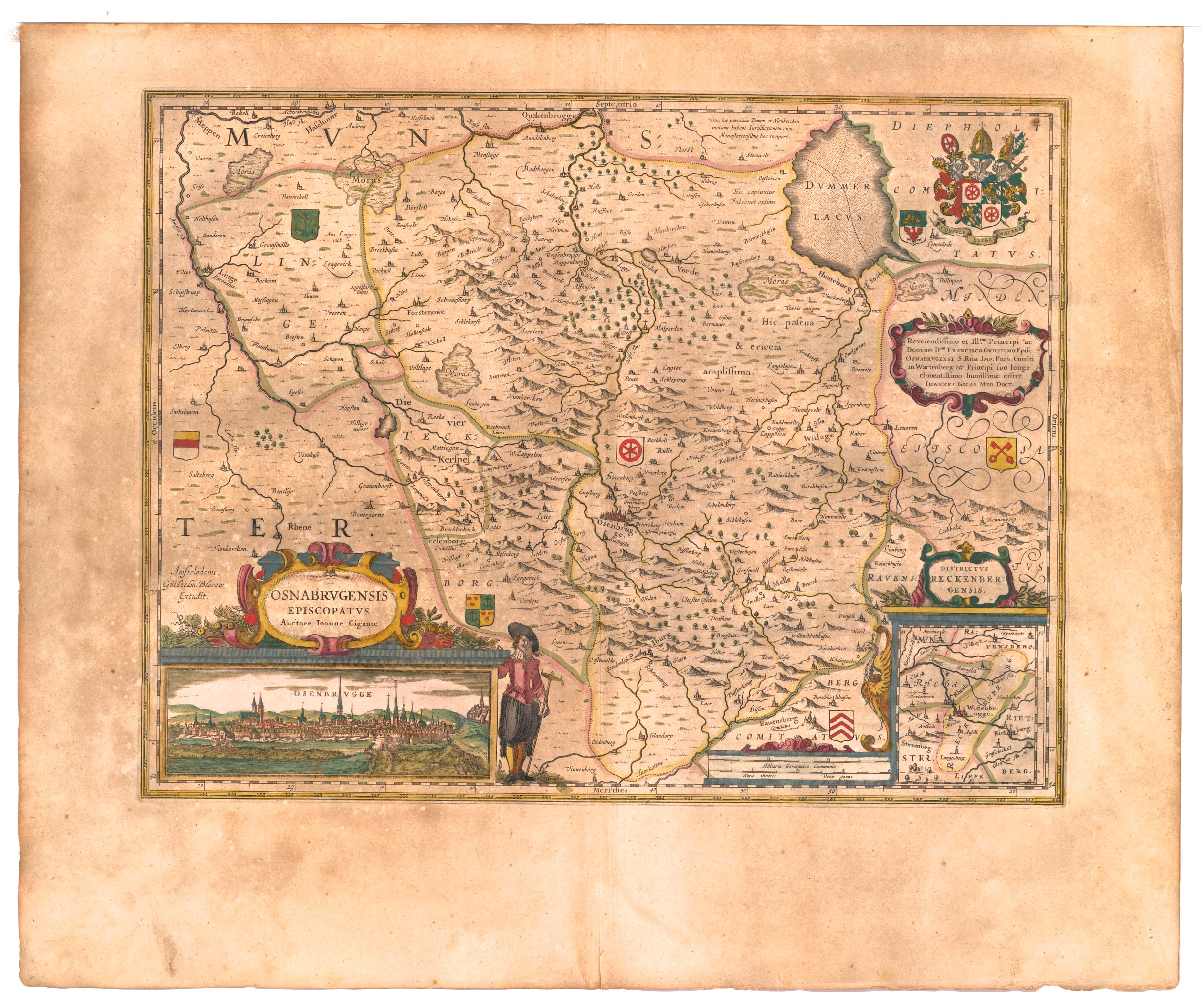
Blaeu, 1645

Unter Franz von Waldeck (1532–1553), der zugleich auch Bischof von Minden und Münster war, fand die Reformation in Osnabrück Eingang. Es bildete sich im Bistum, auch in den politisch zum Hochstift Münster gehörenden Teilen, ein gemischtkonfessionelles Kirchenwesen heraus, das sich als katholisch betrachtete, aber wesentliche Elemente aus dem Lutheranismus übernahm, die der übrige Katholizismus bekämpfte. Dies änderte sich erst 1623, als Eitel Friedrich von Hohenzollern nach seiner Wahl zum Bischof die Gegenreformation durchzusetzen begann. Im weiteren Verlauf des Dreißigjährigen Krieges war das Bistum zeitweilig von Truppen der Liga und der Union sowie dänischen und schwedischen Truppen besetzt.
Erst der Westfälische Friede brachte im Prinzip die eindeutige konfessionelle Zuordnung für das Niederstift Münster in Fragen der politischen Herrschaft. Für Glaubens- und Kirchenangelegenheiten blieb jedoch im Niederstift Münster bis 1668 das Bistum Osnabrück zuständig. Erst in diesem Jahr erwarb der damalige Münstersche Fürstbischof Christoph Bernhard von Galen die Hoheit seines Territoriums auch in Fragen des Glaubens und der Kirchenorganisation.
Im Hochstift Osnabrück verteilte sich die Konfession dagegen dauerhaft weitgehend auf die Kirchspiele, die dann aber der dogmatischen Folge der jeweiligen Konfession verpflichtet wurden. Dies gilt auch für die Kirchspiele, die von beiden Konfessionen genutzt wurden.

Gemäß den Bestimmungen nach Artikel XIII des Westfälischen Friedensvertrags und der Beschlüsse auf dem Nürnberger Exekutionstag von 1650 wurde in einer „Immerwährenden Kapitulation“ (Capitulatio perpetua osnabrugensis) die Landesherrschaft abwechselnd von einem katholischen, vom Domkapitel gewählten Bischof und einem lutherischen Bischof ausgeübt, der vom herzoglichen Haus Braunschweig-Lüneburg benannt wurde. Während der Regentschaft eines lutherischen Bischofs wurden die kirchlichen Befugnisse über die katholische Geistlichkeit und die katholischen Einwohner des Hochstifts vom Erzbischof von Köln ausgeübt. Die freie Religionsausübung der jeweils anderen Konfession war in der „Immerwährenden Kapitulation“ geregelt.

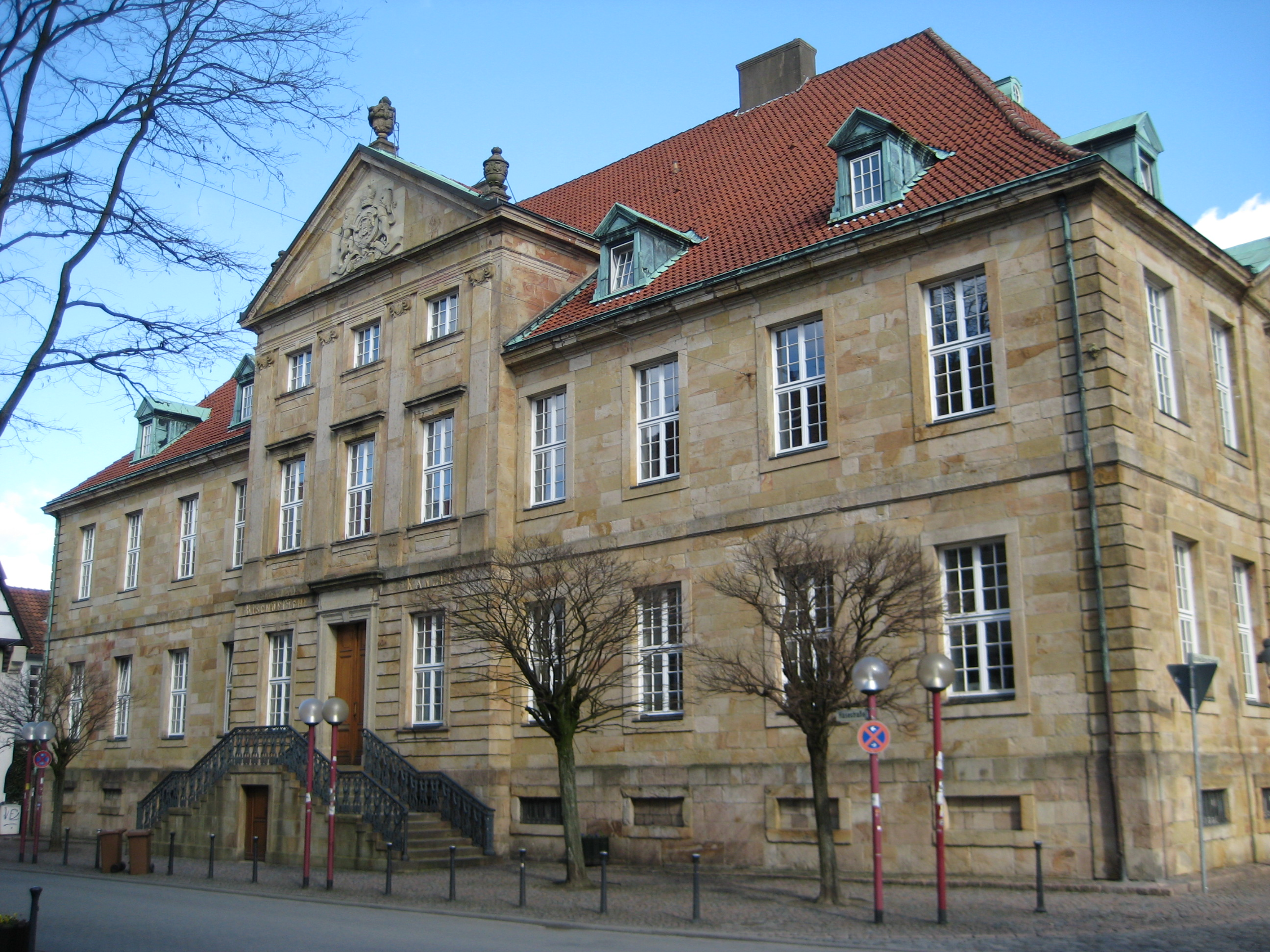
Ehemalige Fürstbischöfliche Kanzlei

Letzter Fürstbischof von Osnabrück war Friedrich August, Herzog von York und Albany, der zweite Sohn Georgs III. von England und britischer Feldmarschall. Friedrich August wurde 1764 schon im Alter von 196 Tagen von seinem Vater zum weltlichen Fürstbischof von Osnabrück bestimmt. In seiner Amtszeit wurde die Fürstbischöfliche Kanzlei, das erste Gebäude des Klassizismus in Osnabrück, gebaut. Am 29. Oktober 1802 übertrug Friedrich August das Hochstift Osnabrück seinem Vater, der es am 4. November 1802 dem Kurfürstentum Hannover eingliederte. Als Weihbischof in Osnabrück wurde Karl Klemens von Gruben eingesetzt, der von 1803 bis 1827 amtierte.

### 19. Jahrhundert
Nach Hannovers Annexion einiger ehemaliger geistlicher Fürstentümer begann das Königreich Hannover 1816 Verhandlungen mit dem Heiligen Stuhl um ein Konkordat, die aber 1821 endgültig scheiterten. Daraufhin strebte Hannover – nach preußischem Beispiel (De salute animarum) – nur noch eine Zirkumskriptionsbulle an.
Gemäß Vertrag zwischen Hannover und Rom vom 13. August 1823 erließ Papst Leo XII. dann am 26. März 1824 die entsprechende Bulle Impensa Romanorum Pontificum, die die Grenzen der hannoverschen Bistümer Hildesheim und Osnabrück neu zog, sodass alles Staatsterritorium zu einer der beiden Diözesen gehörte. Osnabrücks Diözesangebiet umfasst seitdem, mit wenigen Abweichungen, den westlich der Weser gelegenen Teil des Königreichs Hannover (und später der preußischen Provinz Hannover), beziehungsweise des Landes Niedersachsen, wenn man vom ehemaligen Oldenburg absieht.
Allerdings blieb der Stuhl in Osnabrück bis auf Weiteres unbesetzt und der Oberhirte Hildesheims würde in Personalunion Bischof von Osnabrück sein, sich dort aber durch Generalvikar und Weihbischof vertreten lassen. Denn die Kurie und die Königlichen Großbritannischen Hannoverschen zum Cabinett-Ministerio verordneten Geheimen-Räthen (Regierung) waren über die Finanzierung des Bistums Osnabrück uneins geblieben und hatten die Klärung auf später verschoben.
Auch hatte Hannover durchgesetzt, dass beide Bistümer nicht Suffragan eines ausländischen Erzbistums wurden, sondern Osnabrück, bislang Suffragan des nunmehr preußischen Kölns, exempt wurde und Hildesheim es blieb. Erst 1858 erhielt das Bistum mit Paulus Melchers wieder einen eigenen Bischof. Im preußischen Kulturkampf hat der Nachfolger Johannes Heinrich Beckmann einen harten Konflikt bis zum Tod 1878 vermieden, doch gab es eine Sedisvakanz bis zur Wahl von Bernhard Höting 1882.
In Meppen war ein Hauptkloster der Societas Mariae, deren Missionare in den deutschen Kolonien tätig (so in Samoa) waren.

### 20. Jahrhundert
1914 wurde Wilhelm Berning zum Bischof, der bis 1955 amtierte. Für seine Rolle in der Zeit des Nationalsozialismus wurde er 1949 mit dem persönlichen Titel eines Erzbischofs geehrt, doch gibt es auch nach wie vor umstrittene Handlungen und Einstellungen.
Im Jahr 1930 kamen, bedingt durch die Zirkumskriptionsbulle Pastoralis officii nostri, die vornehmlich lutherisch geprägten „Norddeutschen Missionen“ zum Bistum, dessen Exemtion endete und das wieder Suffragandiözese in Kölns Rheinischer Kirchenprovinz wurde. Zum Bistum gehörten seinerzeit der Teil der Provinz Hannover, der westlich der Weser lag, sowie die Umgebung von Twistringen, Bremen, Hamburg, Schleswig-Holstein sowie Mecklenburg, bis 1965 auch das ehemalige Hamburger Amt Ritzebüttel (Cuxhaven) und Schaumburg-Lippe (dann an Hildesheim).
Am 27. März 1957 wurde Franziskus Demann im Dom zum neuen Bischof geweiht. Als er nur wenige Minuten später die wartenden Gläubigen vor dem Dom segnen wollte, starb er an einem Herzinfarkt. Der nachfolgende Helmut Hermann Wittler wurde erster Ausländerbeauftragter der Deutschen Bischofskonferenz und engagierte sich mit Entschiedenheit für die Rechte der ausländischen Arbeitnehmer in Deutschland.
Nach 1973 wurden die in der DDR gelegenen Teile des Bistums von einem Apostolischen Administrator verwaltet, als Bischöfliches Amt Schwerin. Die katholische Kirche in Mecklenburg war seitdem direkt dem Papst unterstellt, das Gebiet gehörte kirchenrechtlich aber weiterhin zum Bistum Osnabrück.
1995 wurde das Erzbistum Hamburg gegründet, nahezu völlig aus Teilen des damaligen Bistums Osnabrück (Ausnahmen sind die südelbischen Teile Hamburgs, die zum Bistum Hildesheim gehörten). Dadurch blieben nur die niedersächsischen Teile sowie, teilweise, die Stadt Bremen beim Bistum Osnabrück. Es hat nunmehr eine Fläche von rund 12.500 km² und rund 581.000 Katholiken in 256 Kirchengemeinden. Seitdem gehört Osnabrück zur Kirchenprovinz Hamburg, davor zur Metropolie Köln.

### Gegenwart

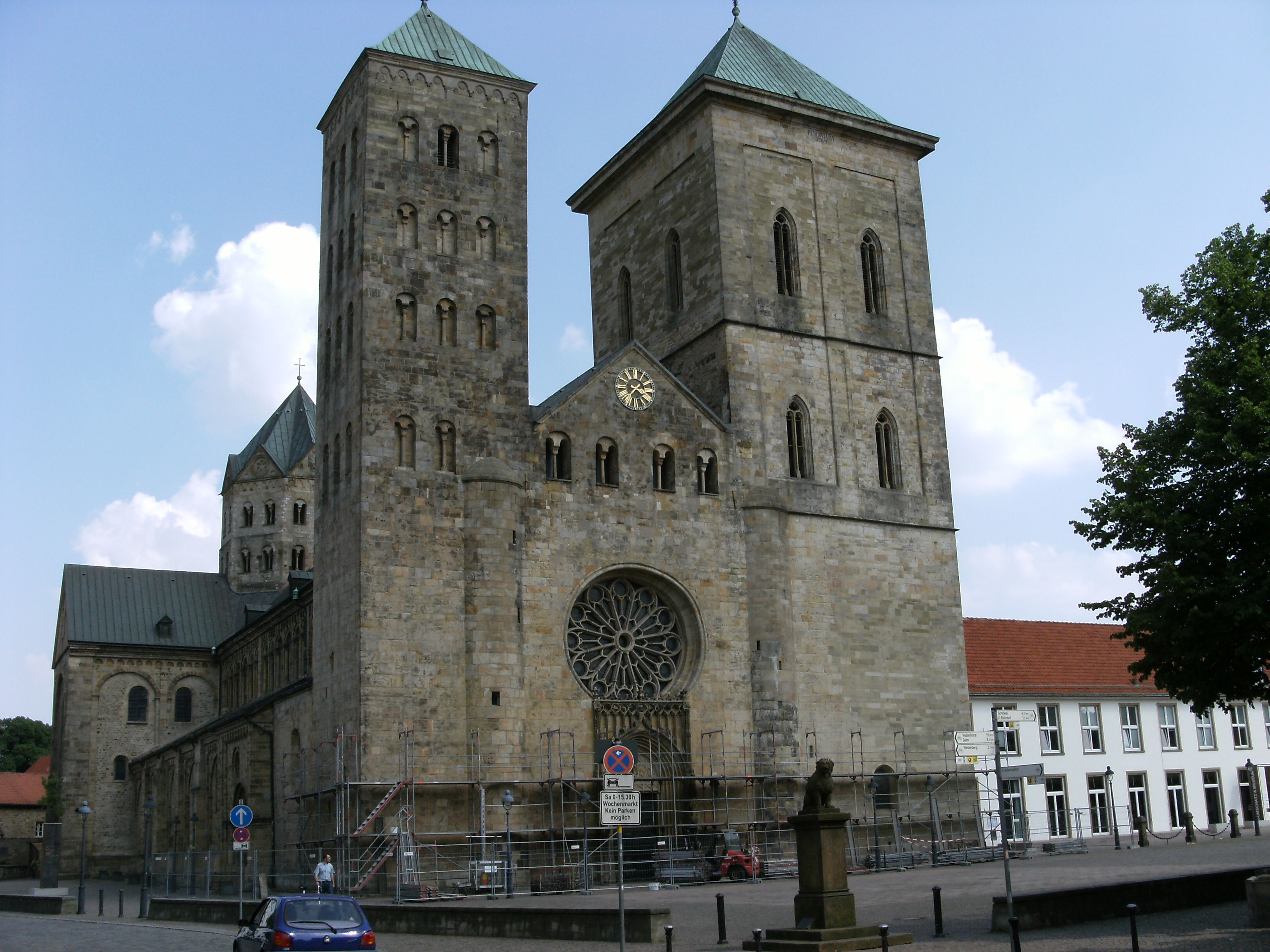
Dom St. Peter zu Osnabrück

Im Rahmen des so genannten Perspektivplans 2015 bereitet sich das Bistum mit Hilfe eines dialogischen Weges auf die Zukunft vor. So wird neben dem bisherigen Modell des Gemeindeverbundes auch ein so genannter „Pastoraler Raum“, der rechtliche Zusammenschluss bisher selbständiger Kirchengemeinden, möglich sein. Zum 1. Januar 2006 entstand der erste Pastorale Raum „St. Christophorus“ in Stolzenau (Landkreis Nienburg) durch den Zusammenschluss des bisherigen Gemeindeverbundes der katholischen Kirchengemeinden in Stolzenau, Liebenau, Steyerberg und Uchte. Weiterhin beschloss der Priesterrat eine Verkleinerung von 16 auf zehn Dekanate. Dies wurde zum 1. Januar 2007 umgesetzt.
Der 97. Deutsche Katholikentag fand vom 21. bis 25. Mai 2008 in Osnabrück statt.
Theo Paul trat im Herbst 2020 nach 23 Jahren als Generalvikar zurück, blieb aber bis Anfang 2024 Aufsichtsratsvorsitzender der Niels-Stensen-Kliniken, des größten Gesundheitsdienstleisters in der Region Osnabrück. Das Bistum konnte die Zahlungsunfähigkeit der Niels-Stensen-Kliniken für 2024 abwenden. 
Franz-Josef Bode (* 1951) wurde im Herbst 1995 Bischof von Osnabrück und erfreute sich großer Beliebtheit in seinem Bistum. Er bot Papst Franziskus am 21. Januar 2023 seinen vorzeitigen Rücktritt an; der Papst nahm diesen mit Wirkung zum 25. März 2023 an. Es war der erste Rücktritt eines römisch-katholischen Bischofs in Deutschland im Zusammenhang mit Missbrauchsskandalen.
Gegenwärtig ist das Bistum Osnabrück aufgrund seiner schwierigen Finanzlage häufiger in den Medien gewesen. So hatte beispielsweise der Kirchensteuerrat im November 2023 ein Veto gegen den vorgelegten Haushaltsplan eingelegt, der nach einer Überarbeitung 2024 angenommen wurde. Im August 2024 gab das Bistum bekannt, die Finanzierung von Einrichtungen massiv kürzen zu müssen. Die Sparmaßnahmen betreffen auch das pastorale Personal, da beschlossen wurde, externe Neubesetzungen von Stellen vorübergehend auszusetzen.

## Kathedrale und Kirchen des Bistums

### Kathedrale
Kathedrale des Bistums ist der Dom St. Peter in Osnabrück. Er wurde von etwa 1995 bis 2004 grundlegend renoviert.

### Wallfahrtsstätten
Die Wallfahrtsstätten befinden sich allesamt im Raum Osnabrück, in der Grafschaft Bentheim und im Emsland und damit im Südwesten des Bistums.
- St. Annen in Melle: Sternwallfahrt am Maria-Himmelfahrtstag
- Clemenswerth in Sögel: Wallfahrt am Sonntag nach Mariä Himmelfahrt
- Kloster Oesede in Georgsmarienhütte: Maria im Wochenbett
- Remsede in Bad Laer: die Remseder Wallfahrt
- St. Johannes der Täufer (Lage) in Rieste: Heiliges Kreuz[19] (ehemalige Johanniterkommende Lage)
- Klosterkirche in Rulle: Schmerzhafte Mutter und kostbares Blut
- Wallfahrtskirche in Wietmarschen: Unsere Liebe Frau von Sünte Marienrode

### Weitere bedeutende Kirchen und Einrichtungen

#### Propsteikirchen
- Bremen: Propsteikirche St. Johann
- Meppen: Propsteikirche St. Vitus, dreischiffige spätgotische Sandsteinkirche

#### Sonstige Kirchbauten
- Ankum: Pfarrkirche St. Nikolaus, Pfarrkirche (Artländer Dom)
- Bad Iburg:
  - Schloss- und Pfarrkirche St. Clemens
  - Fleckenskirche St. Nikolaus, älteste Hallenkirche im Osnabrücker Land
- Bawinkel: Pfarrkirche St. Alexander
- Belm: Pfarrkirche Sankt Dionysius
- Bremen: Birgittenkloster
- Emsbüren: Pfarrkirche St. Andreas, dreischiffige gotische Hallenkirche
- Fürstenau: Pfarrkirche St. Katharina, innerhalb der Schlossanlage
- Georgsmarienhütte: Pfarrkirche St. Peter und Paul
- Gesmold: Pfarrkirche St. Petrus, klassizistisch nach dem Vorbild der Kuppelrotunde des römischen Pantheons
- Handrup: Pfarr- und Klosterkirche Herz-Jesu
- Haren: Pfarrkirche St. Martinus: neubarocker Kuppelbau (Emsland-Dom)
- Haselünne: Pfarrkirche St. Vincentius, dreischiffige spätgotische Hallenkirche
- Melle: Pfarrkirche St. Matthäus, romanischen Ursprungs mit zeltdachförmigem modernen Erweiterungsbau, historische Klausing-Orgel
- Meppen:
  - Gymnasialkirche, spätbarocke Saalkirche
  - St. Vitus (Bokeloh), älteste Kirche des Emslandes
- Nordhorn: Pfarrkirche St. Augustinus von 1913: Zentralbau im Stil der italienischen Frühromanik
- Osnabrück: Ehemalige Stiftskirche St. Johannis in der heutigen Pfarrgemeinde St. Johann
- Ostercappeln: Pfarrkirche St. Lambertus (Neugotische Hallenkirche)
- Rieste: Pfarr- und Wallfahrtskirche St. Johannes Lage-Rieste, Kreuz aus dem 14. Jahrhundert[19]; barocke Ausstattung
- Sögel: Pfarrkirche St. Jakobus, Urpfarrei des Hümmlings seit 800 n. Chr.
- Thuine:
  - Klosterkirche Christkönig (expressionistisch)
  - Pfarrkirche St. Georg (gotisch)
- Voltlage: Pfarrkirche St. Katharina: barocke Ausstattung, historische Klausing-Orgel
- Wallenhorst: Alte St.-Alexander-Kirche, mit karolingischen Ursprüngen

### Schließungen von Kirchen
Rückläufige Kirchensteuermittel und Katholikenzahlen sowie Priestermangel zwingen dazu, nicht nur Pfarreien zu fusionieren und Seelsorgeeinheiten zu bilden, sondern auch Kirchen zu schließen. Die Gebäude werden als Wohnraum umgebaut, an andere Glaubensgemeinschaften abgetreten oder abgerissen.

### Strukturveränderungen
Das Bistum bereitet sich strukturell auf die Zukunft vor. Derzeit wird an dem so genannten Perspektivplan 2015 gearbeitet. Er sieht vor, die Anzahl der pastoralen Einheiten von derzeit etwa 130 auf 60 bis 70 zu reduzieren. Die Struktur der neuen Einheiten (eine Kirchengemeinde oder mehrere Kirchengemeinden in einem Gemeindeverbund) wird dabei offen gelassen.
Diese Änderungen wurden in gegenseitigem Einvernehmen mit den Gemeindemitgliedern und Verantwortlichen umgesetzt.
1. Januar 2006: Gründung der neuen Kirchengemeinde St. Christophorus in Stolzenau mit gleichzeitiger Auflösung der vier bisherigen Kirchengemeinden St. Georg Stolzenau, St. Stephanus Liebenau, St. Ursula Uchte und St. Marien Steyerberg. Die vier Gottesdienststandorte bleiben bis auf weiteres bestehen.
22. Juni 2006: Die Kirchengemeinden St. Barbara und Herz Jesu in Osnabrück werden der Dompfarrei St. Petrus zugeordnet. Die Gottesdienststandorte und Kindergärten St. Barbara und Herz Jesu bleiben bis auf weiteres bestehen.
1. Januar 2007: Die 16 Kirchengemeinden in der Stadt Bremen werden zu fünf neuen Kirchengemeinden (Propstei St. Johann, St. Katharina, St. Raphael, St. Franziskus, St. Marien) zusammengelegt.

## Bistumsleitung

### Bischof und Weihbischof
- Ab 1995 war der aus Paderborn stammende Franz-Josef Bode Bischof der Diözese Osnabrück. Er war Nachfolger von Bischof Ludwig Averkamp, der als Erzbischof und Metropolit nach Hamburg wechselte. Bode wurde 2017 stellvertretender Vorsitzender der Deutschen Bischofskonferenz. Papst Franziskus nahm am 25. März 2023 seinen vorzeitigen Rücktritt an.
- Weihbischof ist seit 2013 der gebürtige Emsländer Johannes Wübbe. Er ist Nachfolger des emeritierten Weihbischofs Theodor Kettmann.
- Am 28. Mai 2024 wurde bekannt gegeben, dass Papst Franziskus den bisherigen Weihbischof in Paderborn Dominicus Meier OSB zum neuen Diözesanbischof von Osnabrück ernannt hat.[20] Dessen Amtseinführung fand am 8. September desselben Jahres statt.

### Generalvikar
Generalvikar ist Ulrich Beckwermert. Er folgte im September 2020 auf Prälat Theo Paul, der das Amt 23 Jahre lang ausgeübt hatte.

### Offizial
Offizial des Bistums Osnabrück ist Pater Dominik Kitta OPraem.

### Caritas
Diözesan-Caritasdirektor ist Johannes Buß. Die Aufgaben der Abteilung Caritas und Sozialarbeit im Bischöflichen Generalvikariat werden vom Caritasverband Osnabrück und dem Caritasverband Bremen wahrgenommen. Sie bietet beispielsweise Hilfe bei ambulanter und stationärer Pflege, Sucht oder Behinderung sowie Beratung und Unterstützung für Menschen in Not, Migranten oder Wohnungslose.

### Domkapitel
Das Domkapitel besteht aus einer Dignität und acht Kapitularen:
- Domdechant Weihbischof Johannes Wübbe (Vorsitzender des Kapitels)
- Domkapitular und Generalvikar Ulrich Beckwermert
- Domkapitular Thomas Burke (nichtresidierend)
- Domkapitular Reinhard Molitor
- Domkapitular Theo Paul
- Domkapitular Martin Schomaker
- Domkapitular Bernhard Stecker (nichtresidierend)
- Domkapitular Michael Wehrmeyer
- Domkapitular Thilo Wilhelm

Emeritierte Domkapitulare:
- Domkapitular em. Norbert Friebe
- Domkapitular em. Weihbischof Theodor Kettmann
- Domdechant em. Ansgar Lüttel
- Domkapitular em. Hermann Rickers
- Domdechant em. Heinrich Silies
- Domkapitular em. Alfons Strodt
- Domkapitular em. Hermann Wieh
- Domkapitular em. Karl Wöste

Ehrendomherr:
- Derzeit niemand

Domvikare (bis zu vier):
- Derzeit nicht besetzt

### Dekanate
1. Dekanat Grafschaft Bentheim
2. Dekanat Bremen
3. Dekanat Emsland-Mitte
4. Dekanat Emsland-Nord
5. Dekanat Emsland-Süd
6. Dekanat Osnabrück-Nord
7. Dekanat Osnabrück-Stadt
8. Dekanat Osnabrück-Süd
9. Dekanat Ostfriesland
10. Dekanat Twistringen

### Ehemalige und emeritierte Bischöfe

#### Frühere Bischöfe
- Franz-Josef Bode (1995–2023)
- Ludwig Averkamp (seit 1986 Koadjutor, 1987–1995)
- Helmut Hermann Wittler (1957–1987)
- Franziskus Demann (27. März 1957, starb eine Stunde nach der Bischofsweihe vor dem Dom)
- Wilhelm Berning (1914–1955), Erzbischof
- Hubertus Voß (1899–1914)
- Bernhard Höting (1882–1898)
- Von 1878 bis 1882 kein Bischof (Folge des Kulturkampfes)

#### Frühere Weihbischöfe
- Hyacinth Petit
- Johann Friedrich Adolf von Hörde
- Karl Klemens von Gruben
- Carl Anton Lüpke
- Johannes von Rudloff
- Bernhard Schräder
- Hubertus Brandenburg
- Karl-August Siegel
- Hans-Jochen Jaschke (1988–1994; ab 1994 Weihbischof im Erzbistum Hamburg)
- Theodor Kettmann (1978–2011)

## Diözesankalender
Im Bistum Osnabrück wird der Regionalkalender für das deutsche Sprachgebiet um die folgenden Eigenfeiern ergänzt (dahinter jeweils der Rang)
Abkürzungen:
H = Hochfest, F = Fest, G = gebotener Gedenktag, g = nicht gebotener Gedenktag

- 03. Februar: Hl. Ansgar, Erzbischof von Hamburg-Bremen, Glaubensbote in Skandinavien – F
- 04. Februar: Hl. Rimbert, Erzbischof von Bremen-Hamburg – g
- 13. Februar: Hll. Wiho, Gosbert und Adolf , Bischöfe von Osnabrück – g
- 19. März: Hl. Josef , Bräutigam der Gottesmutter Maria, Hauptpatron des Bistums
- 26. März: Hl. Liudger, Bischof von Münster, Glaubensbote im Emsland und in Ostfriesland – g
- 27. April: Hl. Petrus Kanisius, Ordenspriester, Kirchenlehrer  – g
- 05. Juni: Hl. Winfried-Bonifatius, Bischof, Glaubensbote in Deutschland, Märtyrer – F
- 25. Juni: Sel. Johannes Prassek, sel. Hermann Lange und Eduard Müller, Priester und Märtyrer – g
- 10. Juli: Hl. Knud, Erich und Olaf, Könige von Dänemark bzw. Schweden bzw. Norwegen, Märtyrer – g
- 09. August: Hl. Edith Stein – Sr. Theresia Benedicta a Cruce OCD – F
- 09. September: Sel. Schwester Maria Euthymia – g
- 26. September: Gemeinsamer Jahrestag der Kirchweihe – H (Äußere Feier am letzten Sonntag im September)
- 05. Oktober: Jahrestag der Domkirchweihe –  H im Dom, F im restlichen Bistum
- 25. Oktober: Hll. Krispin und Krispinian, Märtyrer, Zweite Patrone des Bistums – G
- 03. November: Sel. P. Ruper Mayer SJ, Priester – g
- 05. November: Gedenktag aller Märtyrer und Heiligen des Bistums – g
- 08. November: Hl. Willehad, Bischof von Bremen, Glaubensbote – g
- 25. November: Sel. Niels Stensen, Bischof – g
- 04. Dezember: Sel. Adolph Kolping, Priester – g